# Майра Агіар
Майра Агіар да Сілва (порт. Mayra Aguiar da Silva, 3 серпня 1991) — бразильська дзюдоїстка, триразова бронзова олімпійська медалістка, триразова чемпіонка світу.

## Виступи на Олімпіадах
| Олімпіада   | Дисципліна           | Місце |
| ----------- | -------------------- | ----- |
| Пекін 2008  | середня категорія    | =20   |
| Лондон 2012 | напівважка категорія | 3     |
| Ріо 2016    | напівважка категорія | 3     |
| Токіо 2020  | напівважка категорія | 3     |